# إيرل نيلسون
إيرل نيلسون (بالإنجليزية: Earle Nelson) هو قاتل متسلسل أمريكي، ولد في 12 مايو 1897 في سان فرانسيسكو في الولايات المتحدة، وتوفي في 13 يناير 1928 في وينيبيغ في كندا بسبب الشنق.